# 리처드 스나이더
리처드 리 스나이더(Richard Lee Sneider, 1922년 6월 29일 ~ 1986년 8월 16일)는 미국의 외교관이다. 주한 미국 대사를 지냈다.

## 생애
미국 뉴욕에서 태어났다. 1943년에 브라운 대학교를 졸업했다. 1948년에 컬럼비아 대학교에서 석사 학위를 받았다. 1943~1946년 육군 하사관. 국방대학교 근무를 거쳐, 국무부에 들어갔다. 카라치 대사관 정치 참사관, 1966~1969년 국무부 동아시아.태평양국 일본부장, 1969년 5월 ~ 1969년 9월 국가안전보장회의 보좌관, 1969년 9월~1972년 7월 주일 대사관 수석 공사, 1972년 8월~1974년 동아시아.태평양 담당 국무차관보 대리를 역임했다. 1974년 9월~1978년 6월까지 주한 미국 대사를 지냈다. 대사로 있을 때 한미간 통상 확대, 대한 군사 원조, 코리아게이트 사건 등에 대처했다. 1986년 별장에서 암으로 사망했다.